# Grand Prix automobile de Pau 1971
Le Grand Prix de Pau 1971 est un Grand Prix qui s'est tenu sur le circuit urbain de Pau le 23 avril 1971.

## La course
Après un départ en fanfare, François Cevert tient la tête de la course durant 7 tours (du 3e au 9e) avant que son moteur ne casse. C'est le second au classement Jean-Pierre Beltoise qui prend le relais et ce pendant 59 tours, c'est-à-dire jusqu'à 2 tours de l'arrivée. Il abandonne, contact allumeur cassé, laissant libre la voie pour le suédois Reine Wisell. Celui-ci en profite pour boucler en vainqueur cette édition 1971. 

## Classement de la course
| Pos. | no | Pilote                | Écurie                      | Châssis      | Tours | Temps/Abandon                    | Grille |
| ---- | -- | --------------------- | --------------------------- | ------------ | ----- | -------------------------------- | ------ |
| 1    |    | Reine Wisell          | Lotus                       | Lotus 69     | 70    | 1 h 33 min 23 s 7 (124,117 km/h) |        |
| 2    |    | Jean-Pierre Jabouille | Tecno                       | Tecno        | 70    | + 16 s 7                         |        |
| 3    |    | Jean-Pierre Jaussaud  | March Engineering           | March 712    | 70    | + 20 s 6                         |        |
| 4    |    | François Mazet        | Chevron                     | Chevron B    | 70    | + 1 min 2 s 2                    |        |
| 5    |    | Jean-Pierre Jarier    | March Engineering           | March 712    | 70    | + 1 tour                         |        |
| 6    |    | Patrick Depailler     | Tecno                       | Tecno        | 70    | + 1 tour                         |        |
| 7    |    | Carlos Reutemann      | Brabham Racing Organisation | Brabham BT30 | 70    | + 1 tour                         |        |
| 8    |    | Tim Schenken          | Brabham Racing Organisation | Brabham BT36 | 70    | + 2 tours                        |        |
| 9    |    | Jean-Pierre Beltoise  | March Engineering           | March 712    | 70    | + 3 tours                        |        |

- Légende: Abd.=Abandon - Np.=Non partant.

## Pole position et record du tour
- Pole position :
- Meilleur tour en course :  François Cevert (Tecno) en 1 min 18 s 2 (127,058 km/h) établissant le nouveau record de la piste.

## Tours en tête
- François Cevert (Tecno) : 7 tours (3-9)
- Jean-Pierre Beltoise (March) : 59 tours (10-68)
- Reine Wisell (Lotus) : 2 tours (69-70)